# شیخ کومارا
شیخ کومارا (انگلیسی: Cheick Comara؛ زادهٔ ۱۴ اکتبر ۱۹۹۳) بازیکن فوتبال اهل ساحل عاج است.
از باشگاه‌هایی که در آن بازی کرده است می‌توان به باشگاه فوتبال آکادمی دی فوت امادو دیالو اشاره کرد.
وی همچنین در تیم ملی فوتبال ساحل عاج بازی کرده است.